# La Baña (parroquia)
La Baña (llamada oficialmente San Vicenzo da Baña) es una parroquia española del municipio de La Baña, en la provincia de La Coruña, Galicia.

## Otras denominaciones
La parroquia también es conocida por el nombre de San Vicente da Baña.

## Entidades de población
Entidades de población que forman parte de la parroquia:
- Canlís
- Castro (O Castro)
- Fampousa
- Guende
- Liñares
- Paredes
- Salvande
- San Salvador
- San Vicente (San Vicenzo)
- Señor
- Vesía
- Vilarnovo
- Jasoso (Xasoso)
- A Cachopiña
- A Castiñeira
- Meán
- Vilariño

## Demografía
| Gráfica de evolución demográfica de La Baña entre 2000 y 2018 |
|                                                               |
| Datos según el nomenclátor publicado por el INE.              |